# Фортеця Сан-Мігель
Форталеза-де-Сан-Мігель або фортеця Святого Михайла — португальська фортеця, побудована в районі Інгомбота в Луанді, Ангола. Під час голландського правління в Анголі між 1641 і 1648 роками форт був відомий як Форт Аарденбург.

## Історія
Форт Сан-Мігель був побудований у 1576 році Паулу Діасом де Новайсом. Він став адміністративним центром колонії в 1627 році і був основним виходом для торгівлі рабами до Бразилії. Упродовж багатьох років форт був самостійним містом, захищеним товстими стінами, інкрустованими гарматами. Усередині форту витончена керамічна плитка розповідає історію Анголи з ранніх років, а на внутрішньому подвір'ї розташовані великі величні статуї першого короля Португалії, першого європейця, який досяг Анголи, Діогу Кана, відомого дослідника Васко да Гами та інших видатних осіб.

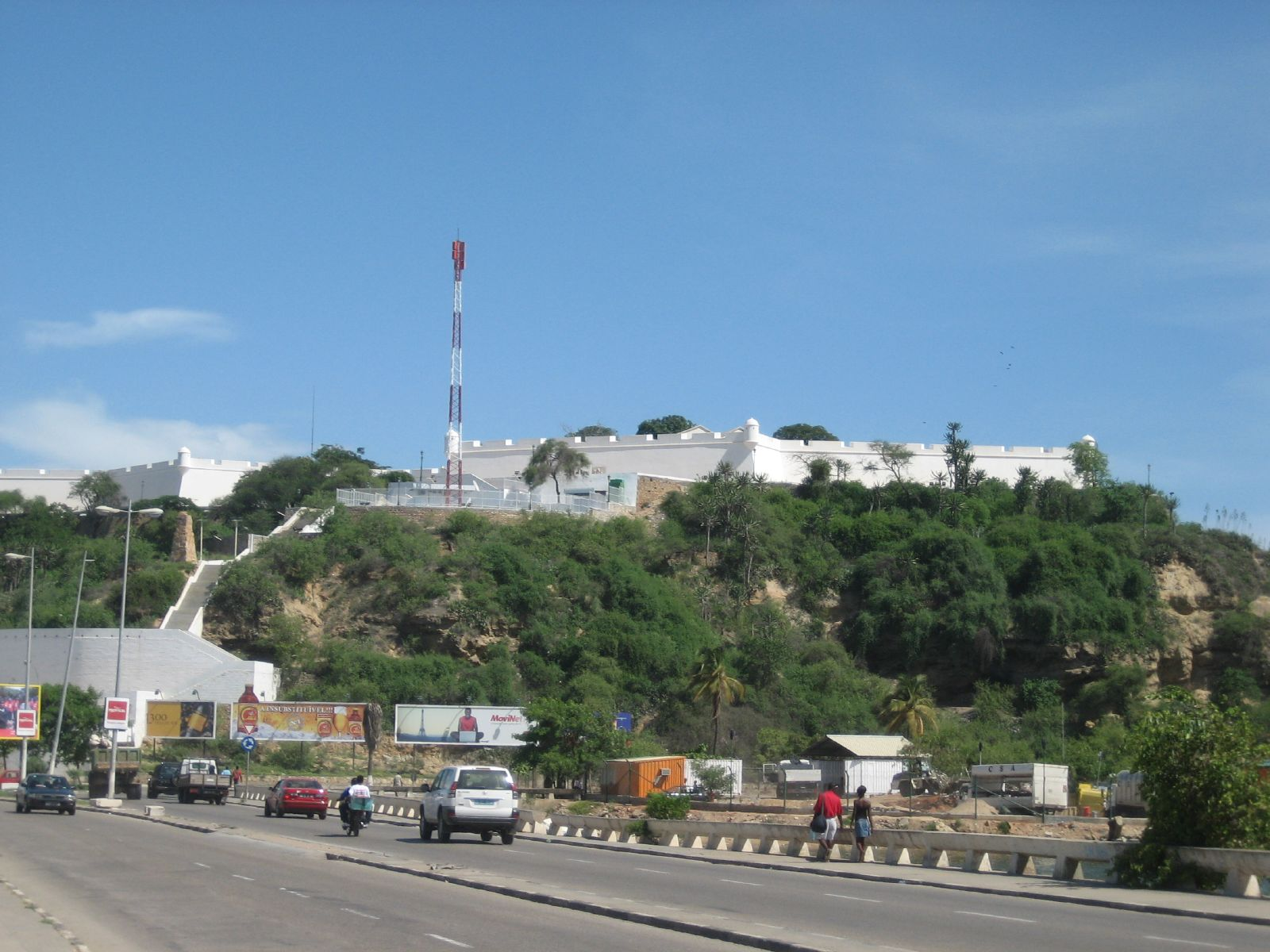
Фортеця Сан-Мігель

До 1975 року фортеця слугувала штабом Головнокомандувача збройними силами Португалії в Анголі.
Нині тут розташований Музей збройних сил. Між 1938 і 1958 роками в ньому містився Музей Анголи, доки його не перемістили та перейменували на Національний музей військової історії.